# David Arnold
David Arnold (Luton, 23 gennaio 1962) è un compositore britannico.
è famoso per essere il compositore di varie colonne sonore dei film di James Bond.

## Biografia
È sposato e vive a Londra, in Inghilterra.
Le sue prime colonne sonore di successo furono per i film Stargate (1994) e Independence Day (1996), per le quali si avvalse della collaborazione di un'orchestra.
La sua musica fa inoltre da sottofondo a vari film di James Bond realizzati a cavallo degli anni 1990 e 2000, come Il domani non muore mai, (1997), Il mondo non basta (1999), La morte può attendere (2002), Casino Royale (2006) e Quantum of Solace (2008). Fu John Barry, storico compositore della serie bondiana, a consigliare Arnold alla EON Productions come compositore, dopo essere stato impressionato dal lavoro svolto con Shaken and Stirred: The David Arnold James Bond Project (1996), album prodotto dallo stesso Arnold in cui, assieme ad altri artisti, rivisitava le più note title track dei film di 007.
Nel 2001 ha realizzato un nuovo arrangiamento del tema d'apertura del Dottore di Ron Grainer e composto il tema d'apertura dell'Ottavo Dottore negli audiodrammi della Big Finish; il suo tema dell'Ottavo Dottore viene utilizzato dalla storia Storm Warning del 2001 fino al 2008, quando è stato sostituito con una nuova versione composta da Nicholas Briggs a partire da Dead London. Il tema di Arnold è tornato come tema principale dell'Ottavo Dottore dal set del 2012, Dark Eyes.
È inoltre proficua la collaborazione con Michael Apted per il quale, oltre a Il mondo non basta, ha composto le colonne sonore di pellicole quali Via dall'incubo (2002), Amazing Grace (2006) e Le cronache di Narnia - Il viaggio del veliero (2010).
Nel 2011 compone la colonna sonora della serie televisiva Sherlock, con cui, per le partiture della terza stagione, vince l'Emmy Award.